# Прапорщиково
Прапорщиково (каз. Прапорщиково) — село в Глубоковском районе Восточно-Казахстанской области Казахстана. 
Административный центр Иртышского сельского округа. Код КАТО — 634049100.

## Население
В 1999 году население села составляло 2 806 человек (1 380 мужчин и 1 426 женщин). По данным переписи 2009 года, в селе проживали 3174 человека (1559 мужчин и 1615 женщин).

## География
Расположено на правом берегу реки Иртыш.

## История
В 1757 году урянхайцы совершили нападение на село Прапорщиково, находящегося на правом берегу реки Иртыш, между форпостом Убинским и крепостью Усть-Каменогорской. В другом источнике указана деревня Прапорщикова, лежащая несколько ниже Усть-Каменогорска, с известным перекатом.
Образовано в 1761 году крестьянами-переселенцами из Ишимского округа в 18 километрах от Усть-Каменогорской крепости против Прапорщиковой шиверы (отсюда и название села) как военное укрепление. Сначала здесь были простые дворы с деревянной защитой, где жила сторожевая команда казаков, затем с развитием хлебопашества в крае стали оседать крестьяне-переселенцы, искавшие лучшей доли.
До наших дней сохранился документ, поданный сельским старостой Михаилом Смирновым сибирскому начальству, следующего содержания: «Даю сию записку в том, что помянутая деревня вновь возведена в 1763 году после третьей ревизской сказки и названа «Прапорщиково». Еще ныне среди старожилов сохранились легенды и поверья о том, откуда пошло название села — Прапорщиково. Одна из них повествует, что вверх по Иртышу шло судно, груженное хлебом, в Усть-Каменогорскую крепость и на перекате, близ того места, где расположено село налетело на подводный камень. Образовалась течь. Грузу угрожала опасность. Прапорщик, отвечающий за хлеб, кинулся к месту аварии, но быстрое течение сорвало его и он утонул.
Другая легенда повествует, что на этой шивере (перекате) купался и утонул пьяный прапорщик.
К 1795 году население Прапорщиково составляло 480 человек. Оно занималось хлебопашеством и рыбной ловлей. По указу царского правительства в 1797 году большинство алтайских крестьян было приписано к горно-заводскому  ведомству. Почти половина жителей села – 186 человек фактически стали крепостными Колывано-Воскресенских заводов. Отработка на подсобных работах рудников и заводов отрывала их от родных очагов на 120 — 150 дней. За это они получали гроши.
В 1797 году более 4 000 крестьян Крутоберезовской, Убинской и Усть-Каменогорской изб решили обратиться  решили обратиться к царю-батюшке с челобитной на произвол заводского начальства. Из села в село переходила челобитная, вместо подписи ставили за неграмотностью кресты, а потом терпеливо ждали царского ответа. И дождались…
Выпороты были для «устрашения» несколько выборных, а от остальных потребовали подписки о добровольном согласии идти на заводские работы. А потом проехали каратели по нескольким селам, где для того же «устрашения» устроили публичные порки. На смену горнозаводской повинности пришла кулацкая кабала. Крестьяне жили в темноте и невежестве. Школ не было. И лишь в 1888 году в Прапорщиково была открыта частная школа, где грамоте училось у сельского писаря 10 мальчиков. Позднее здесь была открыта двухклассная школа. В ней обучалось в 1912 году 112 детей. Более половины детей школьного возраста не были охвачены учебой. Накануне революции (переворота) в селе имелись мелочная и винная лавки. Свой досуг люди проводили в церкви.